# Lomb Kató
Lomb Kató (Lomb Frigyesné, született: Szilárd Katalin, Pécs, 1909. február 8. – Budapest, 2003. június 9.) poliglott tolmács, fordító, a világ első szinkrontolmácsainak egyike.

## Élete
Apja Szilárd Ármin hutti születésű (1869–?) körorvos, anyja a rábahídvégi születésű (1880–?) Schwartz Gizella volt. 1926-ban, tizenhét évesen érettségizett a Szent Erzsébet leánygimnáziumban. Eredetileg fizikából és kémiából doktorált a pécsi Erzsébet Tudományegyetemen, de érdeklődése hamar a nyelvek felé fordult. Kilenc-tíz nyelven tolmácsolt (négyen felkészülés nélkül is), illetve hat nyelven fordított szakirodalmat és olvasott szépirodalmat. A publicisztikai szövegeket további kb. tizenegy nyelven tudta megérteni. Mint fogalmazott, összesen tizenhat nyelvvel keresett pénzt (angol, bolgár, dán, francia, héber, japán, kínai, latin, lengyel, német, olasz, orosz, román, spanyol, szlovák, ukrán). E nyelveket javarészt önerejéből, autodidaktaként tanulta meg. Önmagát legszívesebben „lingvistának” nevezte (szembeállítva a „nyelvész” kifejezéssel), olyan emberre utalva, aki praktikus célokból, érdeklődésének kielégítése végett sajátít el több nyelvet. Vezetéknevét férjétől, Lomb Frigyestől vette át.
Hosszú életét – saját bevallása szerint – nem is a nyelvtudás, hanem a nyelvtanulás világította be. Ennek örömét több kiadást megért műveiben, (rádiós és nyomtatott) interjúkban, beszélgetéseken próbálta átadni újabb és újabb generációknak. Tolmácsként mind az öt kontinenst bejárta, a világ negyven országában megfordult, s utazásai során szerzett élményeiről, átélt kalandjairól külön könyvében számolt be (Egy tolmács a világ körül).
1937. május 15-én Budapesten, a Terézvárosban házasságot kötött a nála tíz évvel idősebb Laub (Lomb) Frigyes cégvezetővel.Budapest ostroma előtt és alatt kisfiával egy lakásban bujkáltak.

## Konkrét nyelvismerete
- Így tanulok nyelveket c. könyve 1. kiadásában (1970) ezt írja:[11]

„Anyanyelvem csak egy van: a magyar. Az orosz, angol, francia és német a magyarral egyszerre él bennem. Ezeket bármely kombinációban, azonnali „váltással” fordítom egymásra. Olasz, spanyol, japán, kínai vagy lengyel nyelvi feladatok esetén fél napot szoktam szentelni jegyzeteim átnézésére és a tanultak felfrissítésére. A többi hat nyelven csak szép- és szakirodalmi fordítási gyakorlatom van.”
- A Bábeli harmónia c. kötetben (1988) hasonlóan fogalmaz:[12]

„Hogy hány nyelven tudok? Anyanyelvem csak egy van: a magyar. Az oroszt, németet, angolt, franciát elég jól tudom ahhoz, hogy bármilyen kombinációban rögtönözve tolmácsoljam vagy fordítsam. Spanyolhoz, olaszhoz, japánhoz, kínaihoz, lengyelhez kicsit hozzá kell készülnöm: ilyenkor saját naplófüzeteimnek ezeken a nyelveken írt részeibe szoktam belelapozgatni. A svéd, norvég, román, portugál, holland, bolgár és cseh irodalmat olvasom: az írott – politikai vagy műszaki – szövegeket fordítani tudom.”
- Így tanulok nyelveket c. könyve 4. kiadásában (1995) így ír:[13]

„Egyszerűen azt szeretném elmesélni: hogyan jutottam el, gyakorlatilag 25 év alatt, tíz nyelven arra a fokra, hogy e nyelveken beszélni, további haton odáig, hogy szakirodalmukat fordítani, szépirodalmukat élvezni és még vagy tizenegyen addig a fokig, amelyen az írott publicisztikai szöveget megérteni tudjam.”
- A Hetek-interjú bevezetője így mutatja be őt (1998):[14]

„Angol, bolgár, dán, francia, ivrit, japán, kínai, latin, lengyel, német, olasz, orosz, román, spanyol, szlovák, ukrán. Tudja a kedves olvasó, hogy mi a közös az itt felsorolt nyelvekben? Nos az, hogy Lomb Kató mind a tizenhatot bírja, vagy – ahogy ő fogalmaz – ezek azok a nyelvek, amelyekkel pályája során pénzt keresett.”
Mint látható, a cseh, a holland, a norvég, a portugál és a svéd csak a Bábeli harmóniában szerepel, míg a dán, az ivrit, a latin, a szlovák és az ukrán csak a Hetek-beli felsorolásban (jóllehet a dán, a norvég és a svéd, másfelől a cseh és a szlovák közel áll egymáshoz, akárcsak a portugál a spanyolhoz vagy az ukrán az oroszhoz). A mindkét helyen felsorolt nyelvek:
- elsősorban az angol, a német, a francia és az orosz (természetesen a magyar anyanyelv mellett) – öt nyelv, amelyeken leginkább erősnek vallotta magát,
- másodsorban az olasz, a spanyol, a japán, a kínai és a lengyel – további öt nyelv, amelyeken szintén tudott tolmácsolni,
- valamint – alacsonyabb szinten – a román és a bolgár; ezek mellett az egy-egy helyen említett további öt-öt (latin, cseh, szlovák, ukrán, holland, svéd, dán, norvég, portugál, ivrit) összesen 22 nyelvet jelent.

Az Így tanulok nyelveket 4. kiadásában hivatkozik tizenegy további, írott formában általa szintén értett nyelvre. Ezeket is beleszámítva (a magyarral együtt) bevallása szerint legalább 28 nyelvet ismert minimum írott szöveg megértését lehetővé tevő szinten, melyek közül 10 nyelven volt képes tolmácsolni is.
Beszámolója szerint a fenti nyelveket az alábbi sorrendben sajátította el: francia (polgári iskola különóráján, azaz kb. 10–14 éves korában); latin (egyetemi évei előtt és/vagy részben alatt); angol (1933-tól kezdve, önállóan: ekkor alakította ki későbbi nyelvtanulási módszerét); orosz (1941-től, önállóan); román (önállóan); kínai (kb. 1950-től, két év alatt, tanfolyamon); lengyel (1955 körül, tanfolyamon); japán (1956-tól, önállóan); cseh (1954, önállóan; ennek révén megértette a szlovákot, ukránt, ill. valamilyen szinten a bolgárt); olasz (önállóan, 40-es évekbeli előzmények után); spanyol (1960-as évek második felében, önállóan); német.

## Nyelvtanulási módszere, elvei
Kulcsszava mindenekelőtt az érdeklődés volt: a latin interesse szó (angol interest, francia intérêt stb.) magyarra kétféleképpen is fordítható: érdek vagy érdeklődés, közösen motiváció. Ez azt jelenti, hogy válaszolni tudunk ezekre a kérdésekre: „Mennyire érdekel ez engem? Mit akarok ezzel? Mit jelent ez nekem? Mire jó ez nekem?” Nem hitt az úgynevezett nyelvtehetségben. A nyelvi készséget egy tört alakjában szerette kifejezni, melynek számlálójában a motiváció áll (ami által még a legszorosabb munka mellett is elcsíphetünk naponta legalább egy tízpercet), nevezőjében pedig a gátlás (a megszólalástól, az ügyetlenségtől, a kinevetéstől való félelem). Meggyőződése szerint minél erősebb bennünk a motiváció, és minél inkább félre tudjuk tenni a gátlást, annál hamarabb tudjuk birtokba venni a nyelvet.
Ahogy fogalmazott, a nyelvek világában három „autó”-val közlekedik, nevük: autolexia, autográfia és autológia. (E görög eredetű szavak elemei közül az auto- az önmagát jelenti, a -lexia, -gráfia és -lógia pedig az olvasást, írást és beszédet.) Az autolexia az önmagamnak való olvasást jelenti: a könyv, amit egyedül fedezek fel, ami mindig újat és újat nyújt, amit bárhová magammal vihetek, ami nem unja el a kérdezősködést. Az autográfia az önmagamnak való írást jelenti, amikor a gondolataimról, élményeimről, mindennapjaimról megpróbálok épp azon a nyelven írni, amit tanulok; nem baj, ha butaság, nem baj, ha hibás, nem baj, ha egy-egy szó kimarad. Az autológia az önmagammal való beszélgetést jelenti, amikor a gondolataimat, vagy amit épp az utcán látok, megpróbálom jártomban-keltemben a tanult nyelven kifejezni, eldiskurálok magamban.
Maga is unta a nyelvkönyvek mondvacsinált dialógusait, ezért kedvenc módszere az volt, hogy beszerzett egy eredeti regényt egy számára vadidegen nyelven, amelynek témája őt magát is érdekelte (legyen az detektívtörténet, szerelmes regény, vagy akár műszaki leírás is megfelel), és abból fejtette meg, silabizálta ki a nyelv alapjait: a nyelvtan lényegét és a legfontosabb szavakat. Nem hagyta, hogy a ritka, bonyolult kifejezések elakasszák: ezeket átugrotta, mondván: ami fontos, az előbb-utóbb úgyis felmerül újból, ha kell, megmagyarázza magát. („Sokkal nagyobb baj, ha elízetlenedik kezünkben a sok megszakítástól a könyv, mint ha nem tudjuk meg, hogy kökény- vagy galagonyabokor mögül figyeli-e a detektívfelügyelő a gyilkost”) Így szótárra sincs igazán szükségünk: csak elveszi a kedvünket a szöveg olvasásának, felfedezésének örömétől. Amire magunk jövünk rá, azt úgyis sokkal inkább megjegyezzük. E célra mindig saját könyvet használt, mivel olvasás közben kiírta magának a lap szélére azon szavakat, kifejezéseket, amiket maga következtetett ki a szövegből. – Így az ember nem kerülheti el, hogy előbb-utóbb felszedjen valamit a nyelvből – mivel nem hagyja nyugodni, hogy ki a gyilkos, vagy hogy végül igent mond-e a lány. – E módszert egyébként már Kosztolányi Dezső is sikerrel alkalmazta, még Lomb Kató előtt: egyik nyaralása folyamán szinte szakasztott ugyanígy tanult meg portugálul (l. Nyelv és lélek).
Másik kulcsszava a kontextus, szövegkörnyezet volt (őt magát is tréfásan Kontext Katinak nevezték): egyrészt a szöveg megértésében (legyen az könyv vagy hallott szöveg) a kontextus a mérvadó, sokszor ez segít ki minket, ha nem értünk valamit; másrészt pedig a szavakat soha nem önmagukban, elszigetelten tanulta, hanem vagy az olvasott szöveg (összefüggés) alapján maradt meg a fejében (ami talán a lehetséges legjobb tanulási mód), vagy pedig szókapcsolatba ágyazva jegyezte meg (például erős szél, éles szél): így ha az egyiket elfelejtjük, akkor a másik, gyakran vele együtt használt szó „előrántja” a másikat (ezt a hatást angol szóval „trigger”-nek nevezik). A jelzős kifejezésekből sok esetben még a főnév neme is a fejünkben marad. – A sablonok, „kaptafák” elsajátítását Lomb Kató másutt is javasolta: ezek egyszerű, lecsupaszított példamondatok egy-egy szerkezetre vagy nyelvi fordulatra, a beszédbe panelszerűen beilleszthető elemek (rendszerint egyes szám első személyben), ezeket előkapva könnyebben felépíthetünk akár bonyolultabb kifejezéseket is.
Nem hagyta, hogy a hibák, kudarcok vagy a tökéletesség szüntelen igénye eltántorítsa kitűzött céljától, hanem mindig a nyelvtanulás élvezetes, örömteli részébe kapaszkodott – talán ebben rejlett eredménye –, ezernyi módon vette újra és újra ostrom alá a nyelv várát. Mondása az önmagukban kevésbé bízóknak is hasznára lehet: „Az idegen nyelv az egyetlen dolog, amit rosszul is érdemes tudni!”

## Művei
- Így tanulok nyelveket (Egy tizenhat nyelvű tolmács feljegyzései)
  - 1. kiadás: Budapest, Gondolat, 1970
  - 2. bőv. kiad.: Budapest, Gondolat, 1972
  - 3. átd., bőv. kiad.: Budapest, Littera, 1990 ISBN 963-02-7007-2
  - 4. átd., bőv. kiad.: Budapest, Aqua, 1995 ISBN 963-602-617-3
  - 5. kiad.: Szeged, Könyvmolyképző (Aranytoll), 2008, ISBN 978-963-245-084-1 (egy, a 4.-nél korábbi kiadás utánnyomása)
- Egy tolmács a világ körül (Budapest, Gondolat, 1979) ISBN 963-280-779-0
- Nyelvekről jut eszembe… (Budapest, Lomb K., 1983) ISBN 963-500-230-0
- Bábeli harmónia (Interjúk Európa híres soknyelvű embereivel) (Budapest, Gondolat, 1988) ISBN 963-282-023-1

Továbbiak:
- Dictionary of Scientific Terms used in Meat Technology from English into French, German, Russian. (Catherine Lomb néven; 12th European Meeting of Meat Research Workers in Sandefjord, Norway 14–19. August 1966.)

Másokkal közösen:
- Orosz nyelvkönyv haladók számára: műszaki vonatkozású szövegekkel (írták: Lomb Frigyesné, Czinkótszky Jenő et al., Budapest, Tankönyvkiadó, 1951)
- Kulcsszavak a nemzetközi kereskedelem világából (közreműködők: Dobi Katalin, Fanta Lászlóné, Lomb Kató, Móra Imre, Sziráczky Éva, Árva György, Rátz Vilmos) Budapest : Magyar Gazdasági Kamara, 1992 ISBN 963-7404-60-0

Kötetekben:
- Múzsák 1975/1–4. (múzeumi magazin / művészeti-tudományos magazin), benne: Lomb Kató: A szépség gyökerei
- Világ és nyelv évkönyve ’81. Budapest : Magyar Eszperantó Szövetség, 1980, benne: Lomb Kató: Egy világjáró tolmács – elvekről és nyelvekről
- A gordiuszi csomó (szöveggyűjtemény a középfokú iskolák tanárai és diákjai számára). Budapest : Országos Pedagógiai Intézet, 1991. Benne részletek Lomb Katótól: Miért tanulunk nyelveket? Miért tanuljunk nyelveket? Mikor tanuljunk nyelveket?

### Műveinek más nyelvű fordításai

#### Így tanulok nyelveket
- (angolul) Polyglot: How I Learn Languages, 2008 (ISBN 978-1-60643-706-3) teljes egészében letölthető PDF-ben a kiadó honlapjáról (2. kiadás)
- (japánul) わたしの外国語学習法  (Vatasi no gaikokugo gakusú-hó) (ISBN 4794301596, ISBN 4480085432, ISBN 978-4480085436)
- (kínaiul) 《我是怎样学外语的》(wǒ shì zěnyàng xué wàiyǔ de), 1982
- (kínaiul) 《我是如何学习外语的》(wǒ shì rúhé xuéxí wàiyǔ de), 1983
- (litvánul) Kaip aš mokausi kalbų. (ford.: Vitas Agurkis). Mokslas, Vilnius, 1984.
- (oroszul) Как я изучаю языки[halott link] (Kak ja izucsaju jaziki), 1978, 1996
- (észtül) Kuidas ma keeli õpin ehk Kuutteist keelt oskava tõlgi märkmed, Tallinn: Verb, 2016, ford. Sander Liivak, ISBN 978-9949-9690-7-4[19]
- (koreaiul) 언어 공부 - 16개 국어를 구사하는 통역사의 외국어 공부법, 2017 (ISBN 9788955619447)

#### Bábeli harmónia
- (angolul) Harmony of Babel: Profiles of Famous Polyglots of Europe, 2013 (ISBN 978-1-4675-3912-8) teljes egészében letölthető PDF-ben a kiadó honlapjáról

#### Nyelvekről jut eszembe
- (lettül) Par valodām man nāk prātā, 1990, ford. Elga Sakse (ISBN 5-7966-0477-5)
- (angolul) With Languages in Mind: Musings of a Polyglot, 2016 (ISBN 978-1-4951-4066-2) teljes egészében letölthető PDF-ben a kiadó honlapjáról

## Fordításai
- Dobrinyin, V. P.: A lótenyésztés feladatai, Budapest : Új Magyar Könyvkiadó, 1949
- N. K. Krupszkaja válogatott pedagógiai tanulmányai, Budapest : Hungária, 1949; majd Tankönyvkiadó, 1952
- Pa Csin (Ba Jin): A család (regény), Budapest : Európa Könyvkiadó, 1957
- Hu Hszi-kuj, Hszü Thi-hszin: A kapitalista ipar és kereskedelem békés átalakítása Kínában (szerk. Gábor Jozefa és Székely Andorné), Budapest : Kossuth Könyvkiadó, 1958 (Lomb Kató az egyik fordító Józsa Sándor mellett)
- Csiang Hua: Kína Kommunista Pártja a munkastílus megjavításáért és az elhajlások ellen (válogatások a „Zsenminzsipao” vezércikkeiből), Budapest : Kossuth Könyvkiadó, 1958
- Lao Sö (Lao She): Fekete Li és Fehér Li. A holdsarló (elbeszélések), Budapest : Európa Könyvkiadó, 1959
- Akutagava Rjúnoszuke: A vihar kapujában (elbeszélések), Budapest : Európa Könyvkiadó, 1960
- Noma Hirosi: Légüres övezet (regény), Budapest : Európa Könyvkiadó, 1964
- Akutagava Rjúnoszuke: Víz alatti emberek (kisregény), Budapest, Magyar Helikon, 1975

Kötetekben:
- Folytatásos regények egyedi gyűjteménye a Rakéta Regényújságból (2 db), Az elfelejtett gyilkosság / Halott dublőrök nyomában – minikrimik, novellák (Magvető Könyvkiadó : Budapest), benne Akutagava Rjúnoszuke A narancs c. elbeszélése Lomb Kató fordításában

## Díjai
- Gondolat Könyvkiadó nívódíja (1970)[3][4]
- A Munka Érdemrend arany fokozata (1984)[3][4]

## Érdekesség
Fia beszámolója szerint csak kínaiból volt hivatalos államvizsgája, a héber nyelvvel pedig csak 92 éves kora után foglalkozott, de már nem sok sikerrel.

### Magyarul
- Autodidakta módon kezdett tanulni, végül 16 nyelven beszélt folyékonyan Lomb Kató
- A nyelvekről jut eszembe – Beszélgetés Lomb Kató tolmáccsal
- Aki Kodálynak tolmácsolt: Lomb Kató (interjú, részletek a könyvéből)
- In memoriam dr. Lomb Kató Archiválva 2014. december 16-i dátummal a Wayback Machine-ben (Népszava, 2003. november 21.) – életrajz
- Fodor György: …(A) Lombról jut eszembe…
- Legeza Ilona könyvismertetője Egy tolmács a világ körül c. könyvéről
- Százéves lenne Lomb Kató (Népszabadság, 2009. február 7.)
- Sulisok(k): Vendégünk volt Lomb Kató  (1997/3) Archiválva 2004. október 19-i dátummal a Wayback Machine-ben
- A Kortárs magyar írók 1945–1997 Lomb Katóról (MEK)
- Lomb Katóról jut eszembe… – Sipka János István tanulmánya (MEK)
- Friderikusz Sándor interjúja Lomb Katóval és Gaál Ottóval (1996)
- Könnyű nyelvek – nehéz nyelvek (Lomb Kató cikke az Iskolakultúra 1994/21. számában, 61. o., a PDF 63. oldalán)

### Más nyelveken
- Az Így tanulok nyelveket japán fordításának ajánlója
- Hivatkozások az Így tanulok nyelveket orosz fordítására